# 시베리아의 힘

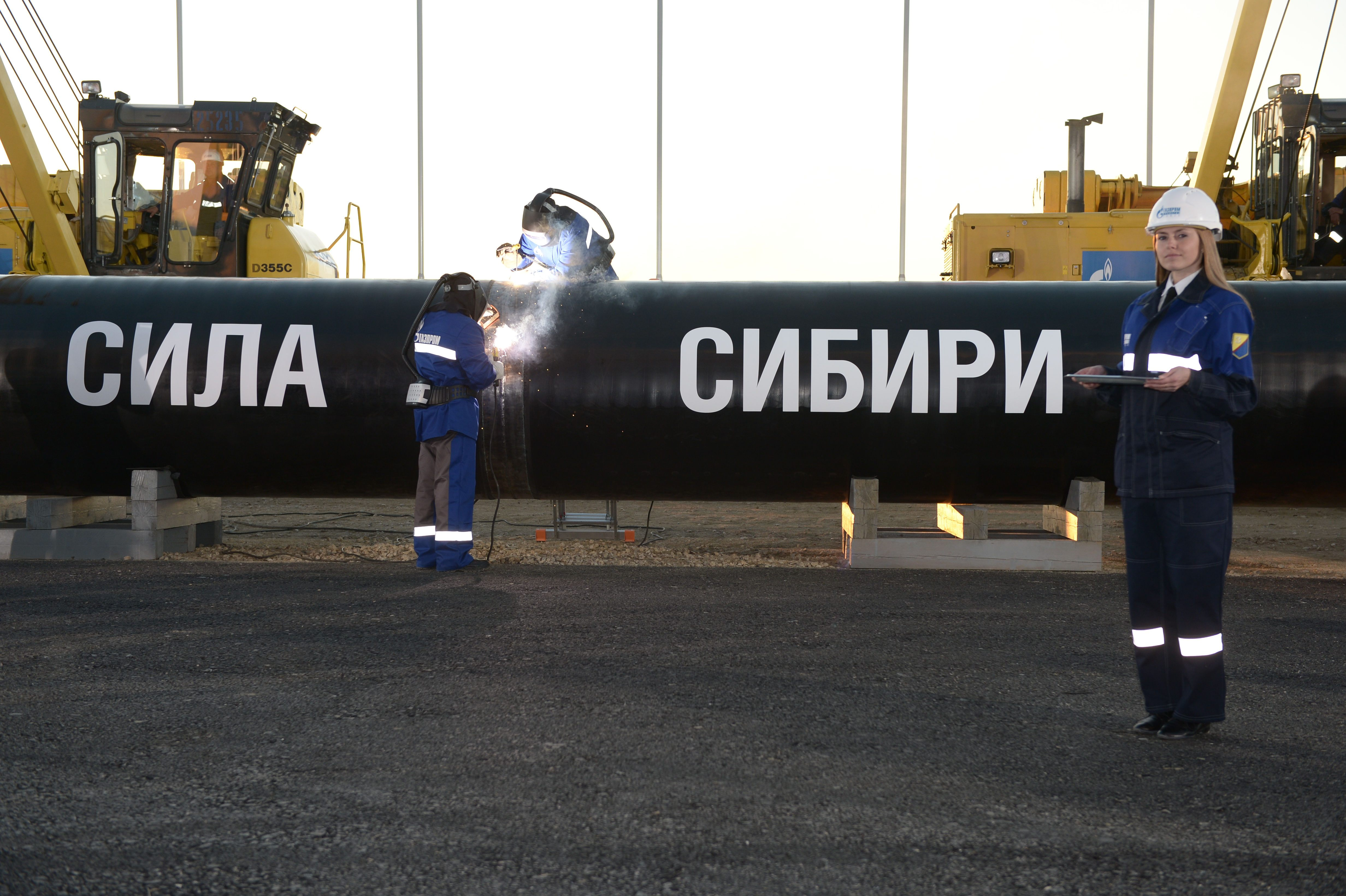

시베리아의 힘은 러시아 가스프롬의 천연가스 파이프라인이다. 본래는 야쿠티아-블라디보스토크 파이프라인이라는 이름으로 사할린-하바롭스크-블라디보스토크 파이프라인과 하바롭스크에서 연결되어 야쿠티아 공화국, 하바롭스크, 블라디보스토크를 연결하는 가스관 건설 사업이었으나, 스보보드니에서 하바롭스크로 이어지는 구간이 유보되어 스보보드니에서 중국 헤이허시로 연결하였다. 2019년 12월 2일 개통되었다.

## 블라디보스토크 연결 문제
러시아에서는 사할린에서 생산된 가스 뿐 아니라 시베리아에서 생산된 가스도 한국에 수출하는 것을 검토하고 있다.
블라디보스토크에 일본과 한국에 수출하기 위한 LNG 액화 시설이 건설될 것이다. 2012년 현재 아직은 건설되지 않았다. 2010년 일본은 연간 7천만톤을 수입, 세계 최대 LNG 수입국이다.
30억-50억 달러(3조원-5조원)의 건설비로 남북러 가스관이 블라디보스토크에서 한국까지 건설되면 액화 비용이 불필요해 70% 가격이 될 것이다. 북한이 유사시 가스관울 차단하면 LNG로 도입할 계획이다. 그러나 공사비, 북한의 차단가능성, 북한 통과요금 등 여러 가지 계산이 LNG 방식 보다 수익성이 있어야 하는데, 건설비부터 3조원이 아니라 5조원 이상이 들 수 있다는 등, 계산이 불분명해 찬반론이 엇갈리고 있다.
2009년 한국은 북한이 과도한 액수를 요구함에 따라 북한 경유 방식을 포기했다. 북한이 합리적인 가격을 제시하면 북한 경유 방식을 고려할 수도 있다고 밝혔다.
2011년 동일본대지진으로 인한 후쿠시마 원전 폭발사고이 계기가 되어, 러시아 (사할린) - 일본 (도쿄 부근 이바라키 현) 간 해저 가스관도 구상 중이다.
2011년 9월 8일, 푸틴 총리가 사할린-하바롭스크-블라디보스토크 파이프라인 준공식에 참석했다. 준공식에 김정일이 참석한다는 보도가 있었다. 1주년인 2012년 9월 8일 이명박 대통령이 블라디보스토크에서 푸틴 대통령과 정상회담을 하였다. 푸틴은 1년 만에 총리에서 다시 대통령이 되었으며, 2011년 12월 김정일이 사망했다.
한국은 2009년 4월부터 사할린산 LNG를 150만t씩 20년에 걸쳐 배로 수입하기 시작했다. 일본은 자국 수입량의 9%를 사할린산 LNG로 수입중이다. 블라디보스토크에는 아직 액화시설이 없지만 사할린에 액화시설이 있다. 사할린에는 이미 액화시설이 있어서 일본에 수출중인데, 굳이 액화시설도 없는 블라디보스토크로 가스관을 준공한 이유는, 러시아가 중국과 한국에 가스관을 직접 연결하려고 하기 때문이다.

## 정주영
1990년 정주영 현대그룹 회장은 시베리아 자원개발을 위해 현대자원개발을 설립했다. 이 가스관과 관계가 깊다. 이명박 대통령도 당시 함께 일했다. 그러나 야쿠티아 공화국의 야쿠츠크 세계 최대 가스전 개발권을 정부 주도 컨소시엄에 빼앗기고 말았다. 야쿠티아 공화국의 이르쿠츠크 가스전도 개발하려고 했다. 2011년 현대중공업은 똑같은 이름과 목표인 현대자원개발을 설립했다.

## 비핵화
2003년 한국은 북한이 비핵화를 하면 신포 원전을 지어주고, 남북러 가스관을 건설할 의향이 있다고 하였다.